# Peristilo rodio (Éfeso)
Peristilo rodio es el nombre utilizado en este estudio para un antiguo témenos de la ciudad de Éfeso en Asia Menor, en la actual Turquía. Sus ruinas forman parte del yacimiento arqueológico de Éfeso, declarado Patrimonio de la Humanidad por la Unesco. Se desconoce el nombre original del edificio.
El témenos consistía en un  peristilo abierto de aproximadamente 33 × 28 m. Estaba rodeado en tres de sus lados por columnas de estilo jónico. La composición recuerda a los patios columnados de Rodas, de ahí el nombre actual del edificio. Las columnas, a su vez, remiten al Templo de Artemisa de Éfeso. En la parte occidental del patio había un podio con una escalera que conducía a él. Contenía dos pequeños templos construidos por el emperador Augusto a principios del período romano hacia el 29 a. C. Estaban dedicados, según una interpretación, a Divus Julius, o Julio César, que fue exaltado como dios, y a Dea Roma, o personificación de la ciudad de Roma, aunque también se ha sugerido como dedicado a ellos el llamado Templo del Ágora administrativa. Sin embargo, el edificio suele denominarse Templo de Dea Roma. Otra interpretación es que los templos habrían estado dedicados al propio Augusto y a Artemisa. En el pasado, el edificio se interpretaba como un altar a la ciudad-Estado. El edificio fue destruido en el año 300 d. C.
En el lado sur del témenos se encontraba la llamada Basílica-estoa y detrás el Ágora administrativa, en el lado este el Buleuterio, también llamado Odeón, y en el lado oeste el Pritaneo.